# Фелпс, Фред

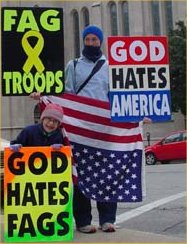
Акция протеста сторонников Фелпса

Фред Уо́лдрон Фелпс-старший (англ. Fred Waldron Phelps, Sr.; 13 ноября 1929, Меридиан, Миссисипи — 19 марта 2014, Топика, Канзас) — американский протестантский пастор, глава Баптистской церкви Вестборо. Наиболее известен своими радикальными гомофобными высказываниями и организуемыми им акциями, направленными против представителей ЛГБТ и сторонников ЛГБТ-движения.
Фелпс заявляет, что гомосексуальность обрекает большую часть мира на вечное проклятие. Известность Фелпс получил после смерти Мэттью Шепарда, когда им была подана просьба о разрешении установить монумент с изображением Шепарда и словами «МЭТЬЮ ШЕПАРД, попал в ад 12 октября 1998 за нарушение предостережения Бога: „Не ложись с мужчиной как с женщиной, это мерзость (Левит 18:22)“». В этом ему было отказано.
В 2009 году за «разжигание ненависти, которое может привести к насилию» ему и его дочери Ширли был запрещён въезд в Великобританию.
В 2013 году здоровье Фреда Фелпса стало сильно ухудшаться. В августе 2013 года по решению совета старейшин Фред Фелпс был отлучён от его церкви. Вскоре, в связи с критическим состоянием здоровья, Фелпс был определён в местный хоспис, где и умер 19 марта 2014 года.
Шестой из тринадцати детей Фреда Фелпса Нейтан Фелпс вместе с тремя братьями и сёстрами жил отдельно от отца с 18 лет и до смерти последнего в 2014 году. Нейтан Фелпс официально покинул Баптистскую церковь Уэстборо в 1980 году и с тех пор осуждает эту религиозную группу. Он стал активистом ЛГБТ-движения.